# 东北看麦娘
东北看麦娘（学名：Alopecurus mandshuricus），为禾本科看麦娘属下的一个植物种。